# Tennis de table aux Jeux des îles de l'océan Indien 2015
Navigation
Édition précédente
Le tennis de table est l'une des quatorze disciplines sportives au programme des Jeux des îles de l'océan Indien 2015, la neuvième édition des Jeux des îles de l'océan Indien, qui se déroule à La Réunion en août 2015. Les épreuves se disputent au gymnase des Deux-Canons à Saint-Denis.